# Inmigración argentina en Israel
La inmigración argentina en Israel ha sido, y es actualmente una corriente migratoria muy numerosa y significativa en Israel. Argentina posee una de las comunidades judías más grandes del mundo, siendo la séptima a nivel mundial y la primera en América Latina. A partir de 1944 y hasta mediados de la década del 50 más de 140 000 judíos ingresaron al país. Muchos judío-argentinos están en condiciones de hacer la aliá y convertirse en ciudadanos israelíes gracias a la Ley del Retorno. En 2013, la comunidad de argentinos y sus descendientes en Israel era de aproximadamente 57 400 personas según datos oficiales.
Durante la crisis argentina de 2001 fue cuando Israel vio el mayor número de olim procedentes de la nación rioplatense. Asimismo, hay un número significativo de ciudadanos argentinos no judíos que eligen Israel como su nuevo hogar, ya sea de forma permanente o temporal.
En 2012, según un informe de la Organización Internacional para las Migraciones (OIM) titulado «Perfil migratorio de Argentina», Israel se ubicó entre los primeros destinos elegidos por los argentinos para emigrar, ubicándose en el 5° puesto (casi el 5 % de la diáspora argentina).

## Historia
Desde el establecimiento del Estado de Israel se ha producido un flujo migratorio constante desde Argentina hacia Israel a pesar de que este flujo ha fluctuado con el tiempo. Argentina reconoció al Estado de Israel el 14 de febrero de 1949, siendo uno de los primeros países del mundo en hacerlo. Además, Argentina ha mantenido relaciones largas y estables con Israel. La nación gaucha siempre fue abierta a los inmigrantes, y los judíos no fueron una excepción a esto excepto por un breve período en el que se prohibió la inmigración judía. A pesar de ello, miles de judíos entraron en Argentina e hicieron de ella su hogar.